# Richard Oelze
Richard Oelze (Maagdenburg, 29 juni 1900 - Gut Posteholz bij Hameln, 27 mei 1980) was een Duitse surrealistische schilder. 

## Biografie
Vanaf 1914 ging Oelze naar de Kunstgewerbeschule in Maagdenburg , waar hij tot 1918 een opleiding tot lithograaf volgde en in avondschool naaktstudies leerde tekenen. Van 1919 tot 1921 voltooide hij een opleiding als beursstudent aan dezelfde school. Van 1921 tot 1925 was hij student aan het Bauhaus, eerst in Weimar bij Johannes Itten, daarna in Dessau, waar hij in 1929 een leeropdracht kreeg. Van 1926 tot 1929 woonde hij in Dresden en nam hij deel aan een tentoonstelling in de “Dresdner Secession”. In 1929 en 1930 verbleef hij in Ascona, Zwitserland, waar hij via reproducties de werken van het surrealisme leerde kennen. Na een kort verblijf in Berlijn, verbleef hij van 1932 tot 1936 in Parijs. Na een langer verblijf aan het Gardameer maakte hij kennis met André Breton, Salvador Dalí, Paul Éluard en Max Ernst en verwerkte hij het surrealisme in zijn werk. In 1936 en 1937 woonde hij weer in Zwitserland en Italië. In 1938 verhuisde hij naar Duitsland, waar hij zich in 1939 in de Kunstenaarskolonie Worpswede vestigde.
Van 1939 tot 1945 was hij in militaire dienst en zat hij in gevangenschap. Na de Tweede Wereldoorlog keerde hij terug naar Worpswede, waar hij tot 1962 werkte. Daarna verhuisde hij naar Gut Posteholz. Richard Oelze nam deel aan documenta II in 1959 en aan documenta III in 1964. Vanaf 1959 nam Richard Oelze als lid van de Deutsche Künstlerbund deel aan verschillende jaarlijkse DKB-tentoonstellingen. In 1965 werd hij lid van de Berlijnse Academie voor de Kunsten.

## Werk

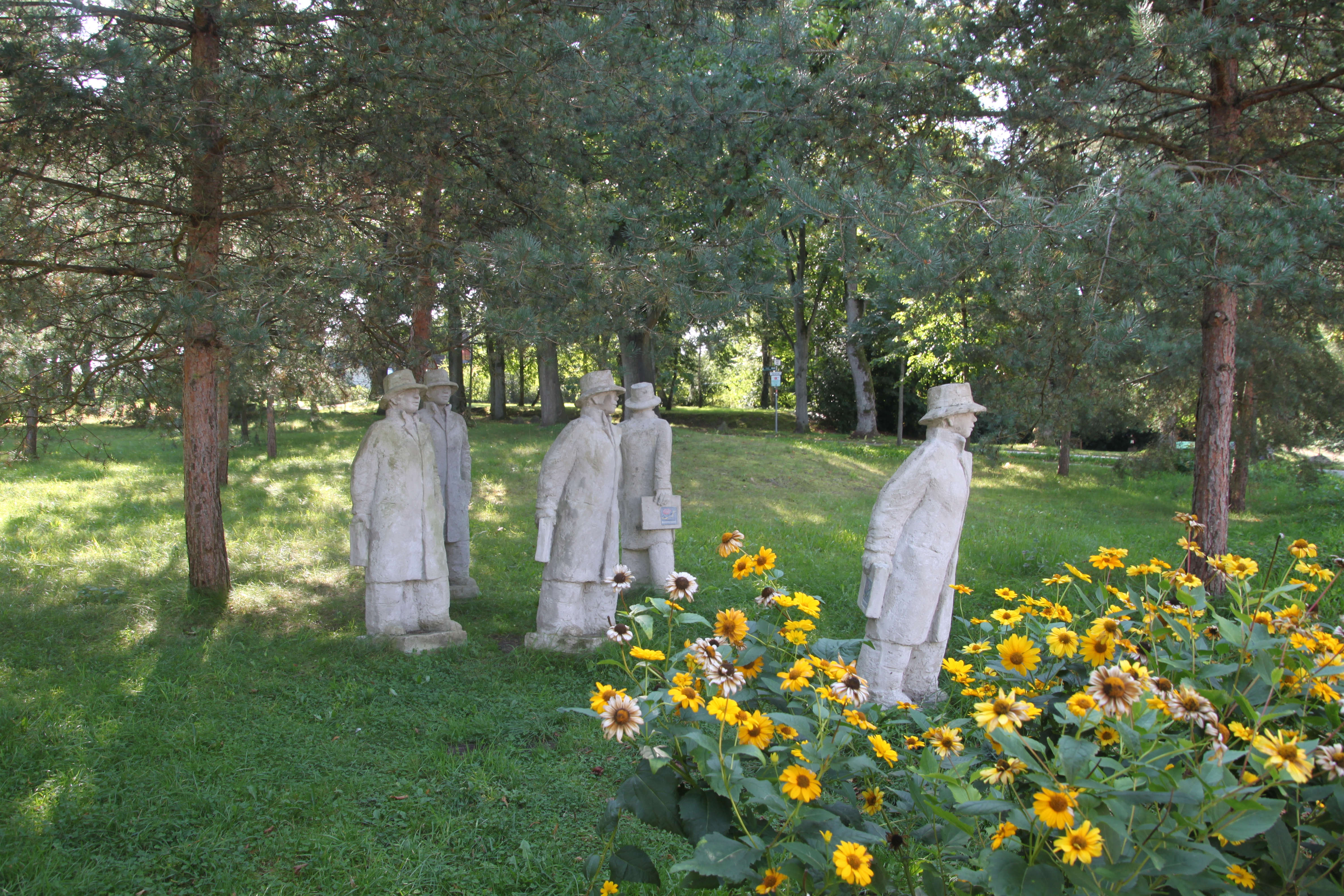
Beeldhouwwerk "Erwartung" van Jimmi D.Pesler in Worpswede naar het schilderij Oelze

Oelze was een van de minder bekende deelnemers aan de Internationale Surrealistische Tentoonstelling van 1936 in Londen. Zijn vermoedelijk belangrijkste werk is Die Erwartung (1935/1936), waarin een groep mensen met de rug naar de toeschouwer in een leeg landschap staart.  
Oelze wordt aanzien als een van de belangrijkste Duitse surrealistische schilders. Typerend voor zijn werk is een mysterieuze weergave van landschaps- en figuurcomposities met details van oude meesters.
Oelze oefende een aanzienlijke invloed uit op de Franse laat-surrealistische Christian d'Orgeix. De Kunsthalle Bremen heeft een Richard Oelze-archief.

## Onderscheidingen
Oelze ontving de Max Beckmann-prijs, de Karl Ernst Osthaus-prijs van de stad Hagen, de Grote Kunstprijs van de deelstaat Noordrijn-Westfalen, de Lichtwark-prijs van de Hanzestad Hamburg en werd in 1980 bekroond met de Nedersaksenprijs in de categorie cultuur.